# یولیا اسکوکووا
یولیا اسکوکووا (روسی: Юлия Игоревна Скокова؛ زادهٔ ۱ دسامبر ۱۹۸۲) اسکیت‌باز سرعت اهل روسیه است.